# Cycas zambalensis
Cycas zambalensis Madulid & Agoo, 2005 è una pianta appartenente alla famiglia delle Cycadaceae.

## Distribuzione e habitat
È una specie endemica dell'isola di Luzon nell'arcipelago delle Filippine, più precisamente della provincia di Zambales.

## Conservazione
La IUCN Red List classifica C. zambalensis come specie in pericolo critico. È minacciata soprattutto dalla distruzione dell'habitat.